# Patrick James Dunn
Patrick James Dunn (Londres, Reino Unido, 5 de fevereiro de 1950) é um clérigo inglês e bispo católico romano emérito de Auckland.
Patrick James Dunn foi ordenado sacerdote em 24 de abril de 1976 pelo bispo de Auckland, John Mackey. Em 1992, ele se tornou secretário pessoal do sucessor de Mackey, Denis Browne.
Em 10 de junho de 1994, o Papa João Paulo II o nomeou Bispo Titular de Fesseë e o nomeou Bispo Auxiliar de Auckland. O Bispo de Auckland, Denis Browne, o consagrou em 25 de julho do mesmo ano; Os co-consagradores foram o Arcebispo de Wellington, cardeal Thomas Stafford Williams, e o Bispo Auxiliar de Auckland, John Hubert Macey Rodgers SM. 
Em 19 de dezembro de 1994, João Paulo II o nomeou Bispo de Auckland. A posse ocorreu em 29 de março de 1995. De 2012 a 2016 foi Secretário Geral e de 2016 a 2020 Presidente da Conferência Episcopal da Nova Zelândia.
Em 17 de dezembro de 2021, o Papa Francisco aceitou a renúncia de Patrick Dunn.
Em 2015 foi nomeado Grande Oficial da Pontifícia Ordem Equestre do Santo Sepulcro de Jerusalém pelo Cardeal Grão-Mestre cardeal Edwin Frederick O'Brien e em julho de 2015 foi nomeado Grande Prior da recém-fundada Magistral Delegação da Nova Zelândia da Ordem Equestre de o Santo Sepulcro de Jerusalém. Stephen Marmion Lowe o sucedeu em 2022. Ele também foi nomeado Grão-Prior Honorário e premiado com a Palma de Ouro de Jerusalém por seu trabalho na Terra Santa e na Igreja local.